# Jus practicandi
Jus practicandi, (lat.), i daglig tale bare jus, betyder ret til at praktisere, og betegner en persons tilladelse til at bestride et embede eller virke i en profession. Det implicerer dels en autorisationsordning, dels en mulighed for at autorisationen kan fratages, enten administrativt eller ved dom. Begrebet bruges oftest, hvor autorisationen er adskilt fra den. Eksempler på embeder, der i Danmark kræver autorisation, er læge og tandlæge. Hertil kommer farmaceut, sygeplejerske, folkekirkepræst, dyrlæge og advokat.